# Schloss Liběchov

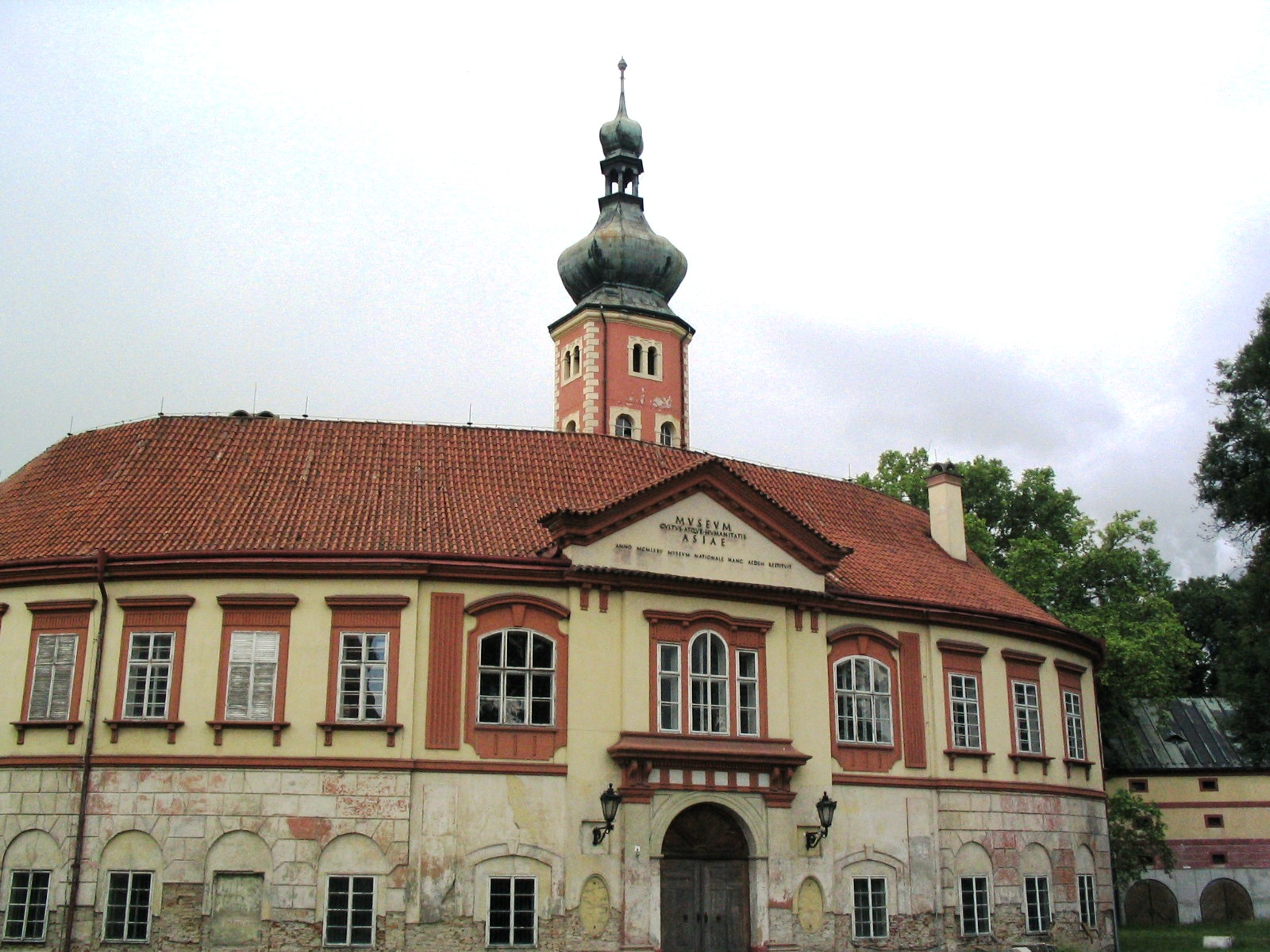
Schloss Liběchov 2008

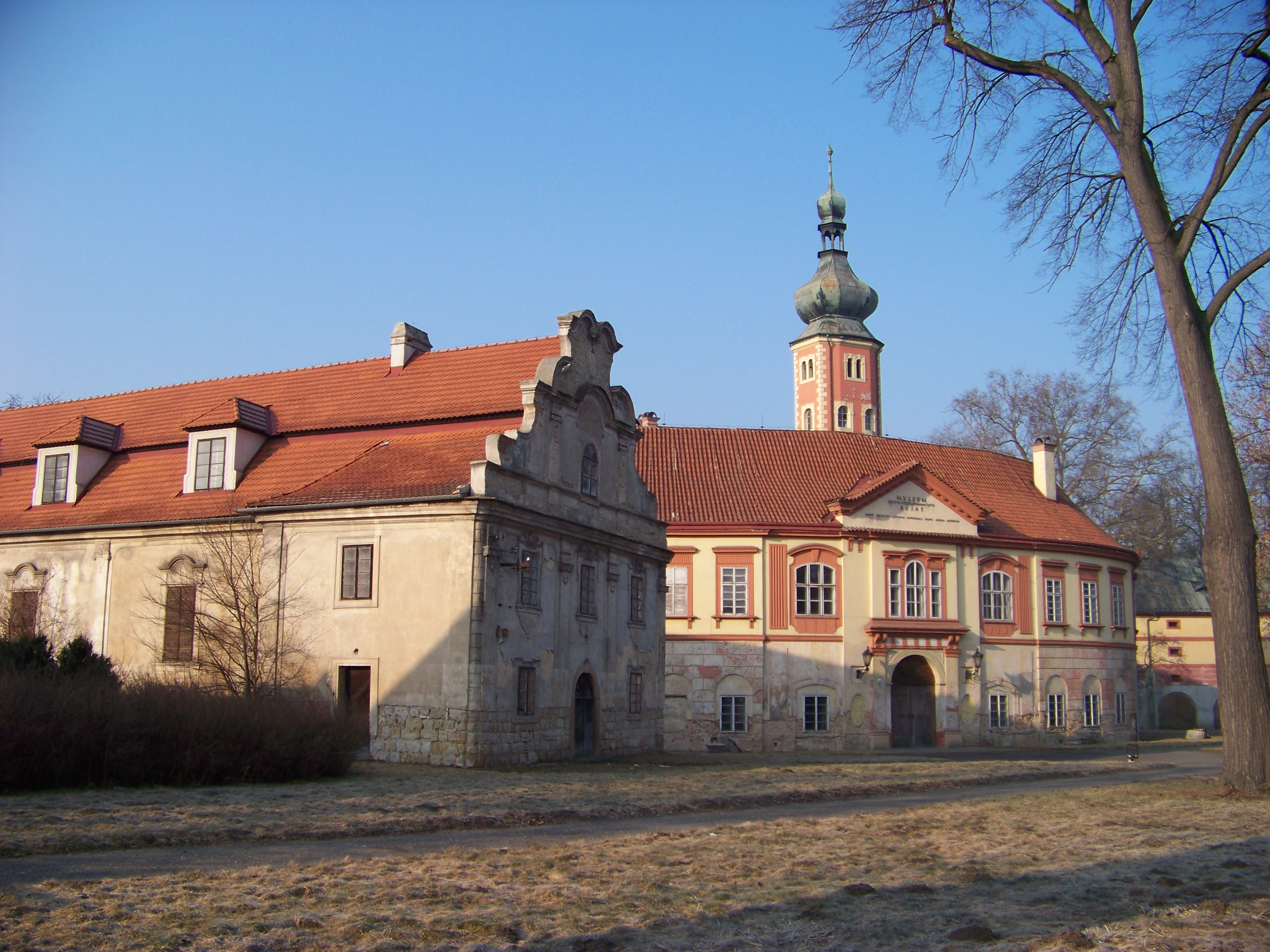
Schloss Liběchov 2012

Das Schloss Liběchov (deutsch: Liboch) liegt in der Gemeinde Liběchov im Okres Mělník in Tschechien.

## Geschichte
Das ursprünglich spätgotische Burg wurde im 16. Jahrhundert von Kaspar Belwitz von Nostitz zu einem Renaissanceschloss umgebaut. 1725 bis 1730 wurde es unter Johann Joachim Pachta von Reihofen von Franz Maximilian Kaňka zu einem Barockschloss umgebaut. Anton von Veith (1793–1853), der den Besitz nach dem Tod seines Vaters Jakob Veith 1833 erbte, versammelte auf dem Schloss führende Repräsentanten der tschechischen Romantik, u. a. Bernard Bolzano, der hier seine Schrift „Die Paradoxien des Unendlichen“ vollendete. 1855 erfolgte ein Umbau im Stil der Neugotik. 
Nach dem Zweiten Weltkrieg wurde das Schloss nicht genutzt und zunächst dem Verfall preisgegeben. 1963 wurde es durch das Prager Nationalmuseum übernommen, das hier, nach einer umfangreichen Rekonstruktion, in 21 Sälen eine Ausstellung von Werken asiatischer Kulturen eingerichtet hatte. Nach der Samtenen Revolution wurde es Anfang der 1990er Jahre restituiert. Im August 2002 erlitt es starke Hochwasser-Schäden und ist seitdem nicht wieder öffentlich zugänglich. 
Das Schloss ist von einem Park umgeben. Aus einer barocken Felsenwand im Gartentrakt meißelte der Bildhauer Václav Levý Heldengestalten aus der böhmischen Geschichte.